# Ankylopteryx (Ankylopteryx) doleschalii
Ankylopteryx (Ankylopteryx) doleschalii is een insect uit de familie van de gaasvliegen (Chrysopidae), die tot de orde netvleugeligen (Neuroptera) behoort. 
Ankylopteryx (Ankylopteryx) doleschalii is voor het eerst wetenschappelijk beschreven door Brauer in 1864.